# Dent Parrachée
La dent Parrachée est un sommet de la partie méridionale du massif de la Vanoise, dans les Alpes françaises, dans le département de la Savoie. Sa voie normale d'accès passe, depuis Aussois, par le refuge de la Dent Parrachée ou par le refuge de la Fournache. Culminant à 3 695 mètres d'altitude, ce sommet s'élève au-dessus de la Maurienne au sud-est, au sud des glaciers de la Vanoise.

## Toponymie
Le nom Parrachez, toponyme dont le lien avec la montagne est flou, apparaît pour la première fois sur la mappe sarde de 1855 pour désigner le glacier situé dans le prolongement de la pointe de la Réchasse. Il a été féminisé pour être accolé au terme de « dent » afin de nommer le sommet.

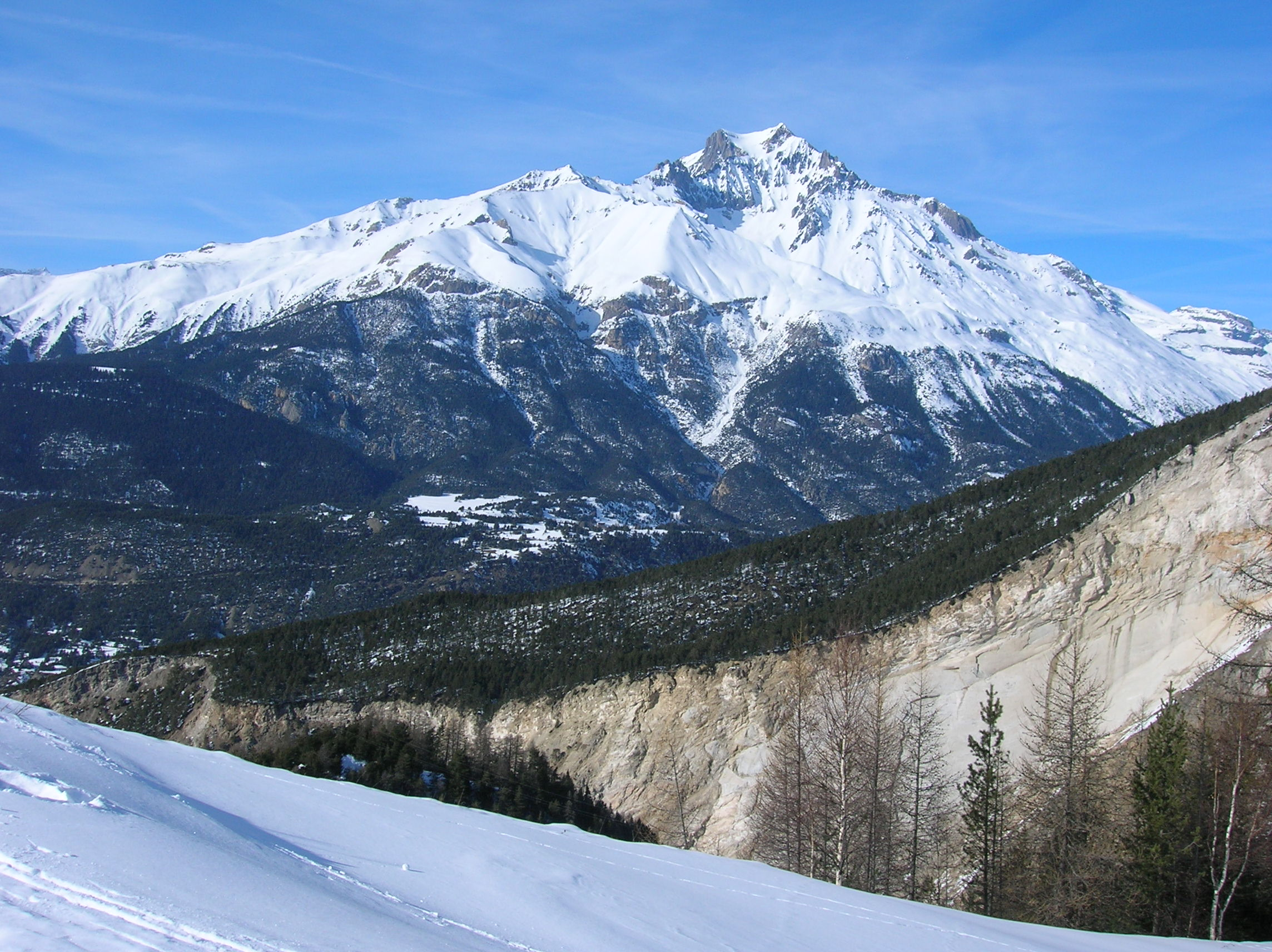
Vue de la face sud de la dent Parrachée depuis les hauteurs de Bramans en hiver.